# Alireza Heidari
Alireza Heidari est un lutteur iranien spécialiste de la lutte libre né le 4 mars 1976 à Téhéran.

## Biographie
Lors des Jeux olympiques d'été de 2004 se tenant à Athènes, il remporte la médaille de bronze en combattant dans la catégorie des -96 kg. Il remporte également le titre mondial lors des Championnats du monde de 1998, la médaille d'argent lors des Championnats du monde de 1999, 2002 et 2003 et la médaille de bronze lors des Championnats du monde de 1997. 